# ميجر لانس
ميجر لانس (بالإنجليزية: Major Lance)‏ هو موسيقي ومغني أمريكي، ولد في 4 أبريل 1939 في Winterville, Mississippi ‏ في الولايات المتحدة، وتوفي في 3 سبتمبر 1994 في ديكاتور في الولايات المتحدة بسبب مرض قلبي وعائي.

## وصلات خارجية
- ميجر لانس على موقع IMDb (الإنجليزية)
- ميجر لانس على موقع ميوزك برينز (الإنجليزية)
- ميجر لانس على موقع أول ميوزيك (الإنجليزية)
- ميجر لانس على موقع ديسكوغز (الإنجليزية)